# Школа № 24 (Мелитополь)
Мелитопольская средняя школа № 24 — общеобразовательное учебное заведение в городе Мелитополь Запорожской области. Является второй школой в городе по числу учеников после УВК № 16.

## История
В 1960 году по причине отсутствия школы в новом густозаселённом районе и большой перегрузки школ №№ 6, 9, 11, по ул. Садовой, 36б был отведен земельный участок площадью 2,1 га под строительство новой школы на 920 мест. Строительство было начато в 1961 году, и 1 сентября 1962 года школа начала работу. В 1966 году в школе состоялся первый выпуск. В 1970-е годы в школе открылись клуб интернациональной дружбы, клуб боевой славы «Поиск», Ленинский зал, была установлена шефская связь с предприятиями Мелитопольмашстрой и Автоцветлит. В 1980-е годы школа поддерживала связь с воинами-интернационалистами и их семьями.
В 2007 году директор школы Алла Руденко уволилась по собственному желанию, и новым директором стала Ирина Щербак, которая до этого работала в школе № 24 пионервожатой, учителем и завучем.
В 2012 году школа получила компьютерный класс для учащихся младших классов.
За 50 лет работы школу окончили более 6000 учеников, более 300 из них — с медалями.

## Традиции
Школа тесно сотрудничает с ветеранским движением. При школе работает музей боевой славы. Дважды в год ветераны встречаются со школьниками на «уроках мужества».

## Достижения
На городском этапе предметных олимпиад школа № 24 является одним из лидеров среди общеобразовательных школ города, но уступает большинству гимназий. Часто ученики школы занимают места и на областных олимпиадах, а в 2011 году Кирилл Побылица стал победителем Всеукраинской олимпиады по русскому языку. Школьники успешно участвуют в областных конкурсах-защитах научных работ МАН, международном математическом конкурсе «Кенгуру».
Школьные команды регулярно добиваются успеха на городских футбольных соревнованиях и городских конкурсах знатоков казачества.

## Директора
- Горшкова Валентина Степановна
- Алла Ивановна Бойко
- Алла Руденко — до 2007 года[6]
- Щербак Ирина Анатольевна — с 2007 года[17]
- Гарабажий Ирина Николаевна — С ноября 2018 года